# Fernando Colunga
Fernando Colunga Olivares (Ciudad de México, 3 de marzo de 1966) es un actor mexicano.

## Biografía
Es hijo del ingeniero Fernando Colunga y Margarita Olivares. De joven, inició estudios de ingeniería civil, tuvo una ferretería, fue concesionario de autos, trabajó como administrativo y de barman, pero siempre tuvo la intención de ser actor. Empezó de actor de cine hasta que en 1988 trabajó como doble de Eduardo Yáñez en la telenovela Dulce desafío, mayormente en escenas de motocicleta. A partir de allí decide continuar en la actuación y se matrícula en el Centro de Educación Artística (CEA) de Televisa en el año 1990. En sus inicios su rostro se hizo popular en muchos hogares gracias a tener un papel en la versión mexicana del conocido programa infantil Plaza Sésamo. Apareció en programas como La telaraña, La hora marcada y Todo de todo.
En sus inicios, tuvo apariciones en telenovelas como Cenizas y diamantes, Madres egoístas y María Mercedes. Carla Estrada le ofreció un papel estelar en la telenovela Más allá del puente con María Sorté en 1993. 
Después de esta telenovela, tuvo una participación especial en Marimar en 1994, dando vida a Adrián Rosales; posteriormente participó en la película cinematográfica Bésame en la boca con Paulina Rubio.

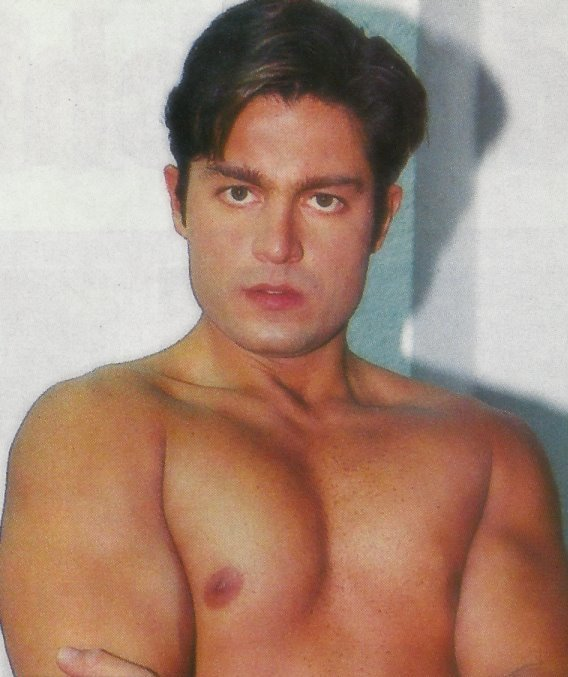
Colunga en una fotografía tomada en la década de los ochenta.

En 1995; Carla Estrada lo convoca para la telenovela de época Alondra interpretando al teniente Raúl Gutiérrez, en donde hace de pareja con la actriz Veronica Merchant. En el mismo año, Angelli Nesma le otorga su primer papel protagónico al lado de Thalía en la telenovela María la del barrio, dando vida a Luis Fernando de la Vega.
En 1997 protagonizó Esmeralda junto con Leticia Calderón.  
Después hizo una incursión en el teatro con Pecado no original donde actuó junto a Chantal Andere; interpretaron a Bill y Jenny, respectivamente, un matrimonio infeliz en proceso de destrucción. 
Su siguiente telenovela fue en 1998, La usurpadora, como protagonista junto con la actriz venezolana Gabriela Spanic, dando vida a Carlos Daniel Bracho. 
En 1999 protagonizó la telenovela Nunca te olvidaré, al lado de Edith González. 
Además, en 2000 participó en Cuento de Navidad y protagonizó la telenovela, Abrázame muy fuerte, compartiendo escenas con Aracely Arámbula, Victoria Ruffo, César Évora y Nailea Norvind.
Hizo un papel en Navidad sin fin en 2001. 
En 2003 trabajó en Amor real, telenovela de época producida por Carla Estrada, donde interpretó a Manuel Fuentes Guerra, protagonizó junto a Adela Noriega.
Después de Amor real volvió de nuevo al teatro. Junto a César Evora, adaptaron guiones y pusieron en marcha Trampa de muerte. 
Tras estar varios meses de gira con su obra, en 2005 trabaja junto a Lucero, en la telenovela de Carla Estrada, Alborada, una historia de época ambientada en México en el siglo XVIII.
En 2007 vuelve a protagonizar una telenovela de época, Pasión, producida por Carla Estrada.
En 2008 trabajó en la telenovela Mañana es para siempre, producida por Nicandro Díaz; y compartiendo créditos con Silvia Navarro y Lucero.
En 2010 fue el protagonista de la telenovela Soy tu dueña producida por Nicandro Díaz y donde comparte créditos con Lucero y Gabriela Spanic.
En 2012, Juan Osorio lo convocó para protagonizar Porque el amor manda junto a Blanca Soto.
En 2015 protagoniza junto a Eduardo Yáñez la película Ladrones.
En 2015 es el antagonista de la telenovela  Pasión y poder donde comparte créditos con Susana González.

## Filmografía

### Telenovelas
| Año       | Título                         | Personaje                           |
| --------- | ------------------------------ | ----------------------------------- |
| 1988      | Dulce desafío                  | Doble de Eduardo Yáñez              |
| 1990      | Cenizas y diamantes            |                                     |
| 1991      | Alcanzar una estrella II       |                                     |
| 1991      | Madres egoístas                | Jorge                               |
| 1992-1993 | María Mercedes                 | Chicho                              |
| 1993-1994 | Más allá del puente            | Valerio Rojas                       |
| 1994      | Marimar                        | Adrián Rosales                      |
| 1995      | Mujer, casos de la vida real   | "Ep: Te olvidaré"                   |
| 1995      | Alondra                        | Raúl Gutiérrez                      |
| 1995-1996 | María la del barrio            | Luis Fernando de la Vega Montenegro |
| 1997      | Esmeralda                      | José Armando Peñarreal              |
| 1998      | La usurpadora                  | Carlos Daniel Bracho                |
| 1999      | Nunca te olvidaré              | Luis Gustavo Uribe                  |
| 1999-2000 | Cuento de Navidad              | Jaime Rodríguez Coder               |
| 2000-2001 | Abrázame muy fuerte            | Carlos Manuel Rivero                |
| 2001-2002 | Navidad sin fin                | Pedro Montes                        |
| 2003      | Amor real                      | Manuel Fuentes-Guerra Aranda        |
| 2005-2006 | Alborada                       | Luis Manrique y Arellano            |
| 2007-2008 | Pasión                         | Ricardo de Salamanca y Almonte      |
| 2008-2009 | Mañana es para siempre         | Eduardo Juárez Cruz/ Franco Santoro |
| 2010      | Soy tu dueña                   | José Miguel Montesinos              |
| 2012-2013 | Porque el amor manda           | Jesús García                        |
| 2015-2016 | Pasión y poder                 | Eladio Gómez Luna Altamirano        |
| 2022      | El secreto de la familia Greco | Aquiles Greco                       |
| 2023-2024 | El maleficio                   | Enrique de Martino                  |
| 2024      | El Conde: amor y honor         | Alejandro Gaitán                    |
| 2025      | Amanecer                       | Leonel Carranza Quintana            |

### Programas
- XHDRBZ (2002) - Raúl
- Plaza Sésamo (1995-1997)
- La telaraña (1988)

### Cine
- Ladrones.[7] (2015) - Alejandro Toledo[8]
- Ladrón que roba a ladrón (2007) - Alejandro Toledo[9]
- Bésame en la boca (1995) - Arturo
- Esclavos de la pasión (1995)
- La guerrera vengadora (1988)

### Teatro
- Obscuro total (2013) - Director[10][11]
- Manos quietas (2011)[12]
- La Cenicienta
- Trampa de muerte (2004)[13]

### Videos musicales
- Loca (2004) de Ana Bárbara

## Premios y nominaciones

### Premios ACE
| Año  | Categoría                          | Telenovela          | Resultado |
| ---- | ---------------------------------- | ------------------- | --------- |
| 2007 | Mejor actor de televisión escénica | Alborada            | Ganador   |
| 2004 | Mejor actor de televisión escénica | Amor real           | Ganador   |
| 2001 | Mejor actor de televisión escénica | Abrázame muy fuerte | Ganador   |

### Premios TVyNovelas
| Año  | Categoría                         | Telenovela             | Resultado |
| ---- | --------------------------------- | ---------------------- | --------- |
| 2016 | Mejor actor antagónico            | Pasión y Poder         | Ganador   |
| 2011 | Mejor actor protagónico           | Soy tu dueña           | Ganador   |
| 2010 | Mejor actor protagónico           | Mañana es para siempre | Nominado  |
| 2008 | Mejor actor protagónico           | Pasión                 | Nominado  |
| 2006 | Mejor actor protagónico           | Alborada               | Ganador   |
| 2004 | Mejor actor protagónico           | Amor real              | Ganador   |
| 2001 | Mejor actor protagónico           | Abrázame muy fuerte    | Ganador   |
| 2001 | Mejor beso (con Aracely Arámbula) | Abrázame muy fuerte    | Nominado  |
| 1999 | Mejor actor protagónico           | La usurpadora          | Nominado  |
| 1998 | Mejor actor protagónico           | Esmeralda              | Nominado  |
| 1994 | Mejor revelación masculina        | Más allá del puente    | Nominado  |

### Laurel de Oro (España)
| Año  | Categoría                 | Telenovela | Resultado |
| ---- | ------------------------- | ---------- | --------- |
| 2004 | Mejor actor de televisión | Amor real  | Ganador   |

### Premios El Heraldo de México
| Año  | Categoría   | Telenovela          | Resultado |
| ---- | ----------- | ------------------- | --------- |
| 2000 | Mejor actor | Abrázame muy fuerte | Ganador   |

### TV Adicto Golden Awards
| Año  | Categoría                | Nominados        | Resultado |
| ---- | ------------------------ | ---------------- | --------- |
| 2010 | Mejor Galán de la década | Fernando Colunga | Ganador   |

### Premios Juventud
| Año  | Categoría             | Película                 | Resultado |
| ---- | --------------------- | ------------------------ | --------- |
| 2016 | Protagonista favorito | Pasión y poder           | Ganador   |
| 2013 | ¡Está buenísimo!      | Porque el amor manda     | Nominado  |
| 2008 | ¡Qué actorazo!        | Ladrón que roba a ladrón | Ganador   |

### People en Español
| Año  | Categoría                         | Telenovela             | Resultado |
| ---- | --------------------------------- | ---------------------- | --------- |
| 2013 | Mejor pareja (con Blanca Soto)    | Porque el amor manda   | Ganador   |
| 2013 | Mejor actor                       | Porque el amor manda   | Ganador   |
| 2010 | Mejor pareja (con Lucero)         | Soy tu dueña           | Nominado  |
| 2010 | Mejor actor                       | Soy tu dueña           | Ganador   |
| 2009 | Mejor pareja (con Silvia Navarro) | Mañana es para siempre | Ganador   |
| 2009 | Mejor actor                       | Mañana es para siempre | Ganador   |

### Produ Awards
| Año  | Categoría                                           | Telenovela o Serie             | Resultado |
| ---- | --------------------------------------------------- | ------------------------------ | --------- |
| 2023 | Mejor actor principal - serie y miniserie dramática | El secreto de la familia Greco | Ganador   |

### Premios Bravo
| Año  | Categoría              | Telenovela     | Resultado |
| ---- | ---------------------- | -------------- | --------- |
| 2016 | Mejor actor antagónico | Pasión y poder | Ganador   |